# CHIHARU (メイクアップアーティスト)
CHIHARU（ちはる、4月26日 - ）は、日本のヘアメイクアーティスト。元宝塚歌劇団花組の男役。在団中の芸名は、矢吹 翔（やぶき しょう）。
愛知県西春日井郡西春町（現在の北名古屋市西春町）出身。身長169cm、血液型B型。

## 略歴
小学校の時に「ベルサイユのばら」を見て、タカラジェンヌを志す。
1986年、72期生として宝塚歌劇団に入団。入団時の成績は45人中21番。『レビュー交響楽』で初舞台。同年雪組に配属される。同期生には香寿たつき（元星組トップスター）、紫吹淳（元月組トップスター）、真織由季、五峰亜季がいる。
1997年11月、花組へ組替え。
2004年11月21日、『La Esperanza／TAKARAZUKA舞夢!』の千秋楽をもって宝塚歌劇団を退団。
退団後は、ヘアメイクアーティスト「CHIHARU」として活動。宝塚歌劇団のポスターや写真集のほか、タレントのヘアメイクも手掛ける。

## その他
芸名の「矢吹 翔」は矢吹本人が、はばたく意味を持つ“翔”の字をつけたかったことが先にあり、その名に合う名字を実母が考えたものだという。
2014年5月19日、NHKの情報番組『あさイチ』において、宝塚100周年に伴う宝塚OGの現在を特集した。そのなかで「矢吹翔」の芸名の由来を『あしたのジョー』の主人公・矢吹丈にあやかったものと紹介された。同日、矢吹本人がTwitterで「事実と違う」と反論した。しかし、一部のファンから「以前、トークショーで『冗談だけど』としながらも“あしたのジョー由来説”を語ったことがあるのでそれを誇張されたのではないか」と指摘され、一部認めた。

## 宝塚時代の主な舞台

### 雪組時代
- 1989年2月、「ムッシュ・ド・巴里／ラ・パッション!」新人公演：レニエ（本役：高嶺ふぶき）
- 1989年8月、「ベルサイユのばら－アンドレとオスカル編－」新人公演：オルレアン公爵（本役：沙羅けい）
- 1990年6月、「黄昏色のハーフムーン／パラダイス・トロピカーナ」新人公演：ロイ（本役：古代みず希）
- 1991年2月、「花幻抄／恋さわぎ／スイート・タイフーン」新人公演：海賊（本役：古代みず希）
- 1991年4月、「微笑みの国」（バウ）フー・リー、ナン
- 1991年8月、「華麗なるギャツビー／ラバーズ・コンチェルト」警視総監、新人公演：ウィルソン（本役：古代みず希）
- 1992年4月、「この恋は雲の涯まで」青竜、新人公演：佐藤忠信（本役：海峡ひろき）
- 1992年5月、「微笑みの国」（東京特別・名古屋特別）ナン
- 1992年11月、「忠臣蔵 -花に散り雪に散り-」 新人公演：多門伝八郎／綿屋喜左衛門（本役：立ともみ）
- 1994年1月、「二人だけの戦場」（バウ・東京特別・名古屋特別）ノバロ・ジョクレア
- 1996年2月、「エリザベート -愛と死の輪舞（ロンド）-」シュバルツェンベルグ
- 1996年4月、「アリスの招待状 -チェシャ猫ホテルへようこそ-」ジェイコブ
- 1997年9月、「真夜中のゴースト／レ・シェルバン」オースティン

### 花組時代
- 1997年12月、「ザッツ・レビュー」伝六　＊東宝のみ
- 1998年2月、「ザッツ・レビュー」（中日）伝六
- 1998年5月、「SPEAKEASY -風の街の純情な悪党たち-／スナイパー -恋の狙撃者-」マシュー
- 1998年7月、「真矢みきコンサート・Miki in Budokan」
- 1998年10月、「Endless Love」（バウ・名古屋特別・東京特別）ジェームス
- 1999年1月、「夜明けの序曲」仁田鶴吉
- 1999年8月、「タンゴ・アルゼンチーノ／ザ・レビュー 99」アントニオ
- 2000年2月、「タンゴ・アルゼンチーノ／ザ・レビューIV」（中日）アントニオ
- 2000年4月、「源氏物語あさきゆめみし／ザ・ビューティーズ」左大臣
- 2000年9月、「トム・ジョーンズの冒険」（バウ・東京特別）フィッツ・パトリック
- 2000年11月、「ルードヴィヒII世／Asian Sunrise」ホルシュタイン伯爵
- 2001年4月、「マノン」（バウ・東京特別）フェルナンド
- 2001年7月、「ミケランジェロ／VIVA!」レオナルド・ダ・ヴィンチ
- 2002年3月、「琥珀色の雨にぬれて／Cocktail」シャルル・ド・ボーモン伯爵
- 2002年8月、「あかねさす紫の花／Cocktail」中臣鎌足
- 2002年10月、「エリザベート -愛と死の輪舞（ロンド）-」ツェップス
- 2003年3月、「おーい春風さん／恋天狗」（バウワークショップ）親方／竹庵先生
- 2003年5月、「野風の笛／レビュー誕生」本多正信
- 2003年10月、「二都物語」（バウ・東京特別）ドファージュ
- 2004年1月、「天使の季節／アプローズ・タカラヅカ!」ペペロンチ
- 2004年5月、「Naked City」（バウ・東京特別）ウィリアム・ウィルソン
- 2004年8月、「La Esperanza／TAKARAZUKA舞夢！」ギジェルモ　＊退団公演

## 書籍
- GINGER特別編集 CHIHARU式美顔造形メイク（2014年2月20日、幻冬舎）ISBN 978-4344025417